# Obałki
Obałki [pronunciación en polaco: /ɔˈbau̯ki/] es un pueblo ubicado en el distrito administrativo de Gmina Izbica Kujawska, dentro del Distrito de Włocławek, Voivodato de Cuyavia y Pomerania, en el norte de Polonia central. Se encuentra aproximadamente a 6 kilómetros al este de Izbica Kujawska, a 30 kilómetros al suroeste de Włocławek, y a 70 kilómetros al sur de Toruń.